# 罗马诺卡纳韦塞
罗马诺卡纳韦塞（義大利語：Romano Canavese），是意大利都灵省的一个市镇。总面积11平方公里，人口2960人，人口密度269.1人/平方公里（2009年）。ISTAT代码为001223。